# Bergwacht Hessen
Die Bergwacht Hessen hilft – wie jede andere Bergwacht auch – bei Notfällen abseits der Straße, im Gelände und in Bereichen, die schwer oder nur mit speziellen Hilfsmitteln erreicht werden können. Neben diesen Rettungsdienstaufgaben setzen sich die ehrenamtlichen Helfer hessenweit mit regional unterschiedlichen Schwerpunkten für die Belange des Naturschutzes ein.

## Geschichte
Der Landesverband Bergwacht Hessen wurde im Jahr 1947 gegründet. Im Jahr 1959 schloss sich die Bergwacht Hessen dann dem Deutschen Roten Kreuz an.

## Bereitschaften

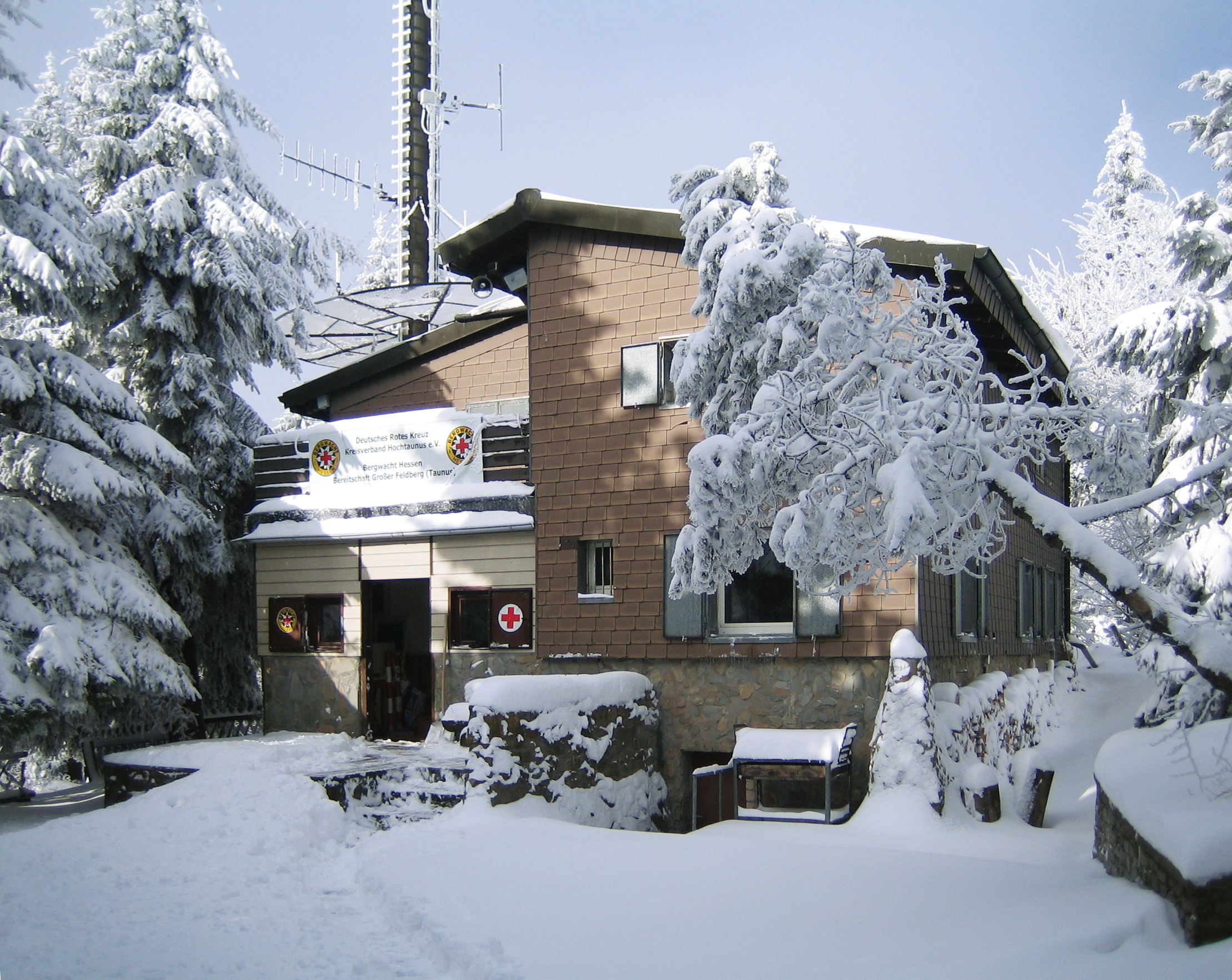
Station Großer Feldberg

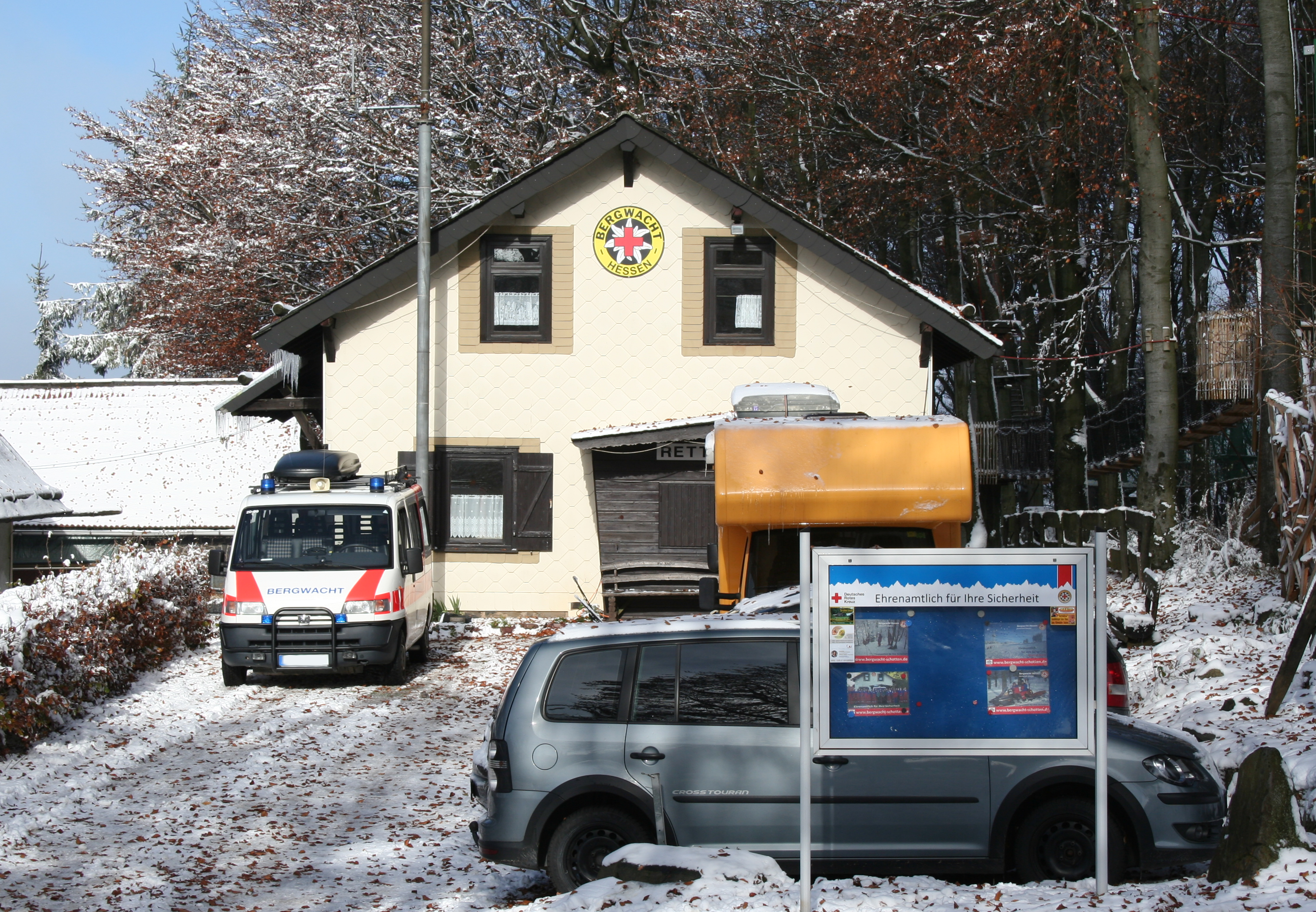
Station Hoherodskopf bei Schotten

Insgesamt gibt es in Hessen 12 Bereitschaften. Auf den Gipfeln der hessischen Mittelgebirge ist die Bergwacht Hessen mit 9 Dienst- und Rettungsstationen präsent.
- Bereitschaft Bad Wildungen
- Bereitschaft Birstein
- Bereitschaft Darmstadt-Dieburg
- Bereitschaft Großer Feldberg
- Bereitschaft Hanau-Erlensee
- Bereitschaft Heppenheim
- Bereitschaft Kassel
- Bereitschaft Kimbach (Bad König)
- Bereitschaft Neuenstein
- Bereitschaft Schotten
- Bereitschaft Wasserkuppe
- Bereitschaft Willingen

## Aufgabengebiet
Das Aufgabengebiet der einzelnen Bergwacht-Bereitschaften unterscheidet sich in Abhängigkeit vom Dienstgebiet. Allgemein sind die Aufgaben der Bergwacht Hessen in folgende Themenbereiche aufgeteilt:

### Winter- und Sommerrettung
Die Versorgung und Bergung verletzter Wanderer, Rodler und Skifahrer gehört zum klassischen Aufgabenspektrum. Im Rahmen der regulären Dienstzeiten, an Wochenenden und Feiertagen, aber auch nach Alarmierungen durch die Rettungsleitstellen unterstützt die Bergwacht den straßengebundenen Rettungsdienst bei der Notfallversorgung und der Rettung aus unwegsamem Gelände. Einsätze zur Versorgung von Verunfallten bei Sport- bzw. Freizeitaktivitäten wie Mountainbiking, Gleitschirm- oder Drachenfliegen und Klettersport gehören ebenso zum Anforderungsprofil der Bergwachthelfer in Hessen.

### Höhenrettung und Luftrettung
Bei Rettungseinsätzen gewinnt die Höhenrettung und Luftrettung auch bei der Bergwacht-Hessen zunehmend an Bedeutung. In Kooperation mit der Flugstaffel der Bundes- und Landespolizei werden hier speziell ausgebildete Bergwachthelfer eingesetzt.

### Katastrophenschutz
Die Helfer arbeiten im Fall von Katastrophenlagen in Zusammenarbeit mit anderen DRK-Gemeinschaften und Hilfsorganisationen im Rahmen ihrer Fachqualifikation mit.

### Naturschutz
Eine weitere Hauptaufgabe der Bergwacht in Hessen ist der Umwelt-, Natur- und Landschaftsschutz. Das Aufspüren und Kartieren von geschützten Pflanzen und Tieren im Rahmen von Naturschutzexkursionen sowie praktische Landschaftspflegemaßnahmen sind feste Bestandteile der Bergwachtarbeit.